# 非线性回归

米-门二氏动力学 的详细信息图像

在统计学中， 非线性回归是回归分析的一种形式，其中观测数据由函数建模，该函数是模型参数的非线性组合并且取决于一个或多个独立变量。  通过逐次逼近的方法拟合数据。

## 一般
在非线性回归中，形式的统计模型 ， 
{\displaystyle \mathbf {y} \sim f(\mathbf {x} ,{\boldsymbol {\beta }})}
关联自变量 x的向量及其相关的观察到的因变量 y 。函数f在参数β的矢量的分量中是非线性的，但在其他方面是任意的。例如，酶动力学的米-门二氏动力学模型有两个参数和一个独立变量，由f相关： 
{\displaystyle f(x,{\boldsymbol {\beta }})={\frac {\beta _{1}x}{\beta _{2}+x}}}
此函数是非线性的，因为它不能表示为两个 {\displaystyle \beta }  的线性组合。 
系统误差可能存在于自变量中，但其处理不在回归分析的范围内。  如果自变量不是无差错的，那么这是一个变量误差模型 ，也在此范围之外。 
非线性函数的其他示例包括指数函数 ， 对数函数 ， 三角函数 ， 幂函数 ， 高斯函数和洛伦兹曲线 。  某些函数（如指数函数或对数函数）可以进行转换，以使它们是线性的。  如此转换，可以执行标准线性回归，但必须谨慎应用。  有关详细信息，请参阅下面的线性化§Transformation 。 
通常，对于最佳拟合参数，没有闭合形式表达式，如线性回归 中所示。  通常应用数值优化算法来确定最佳拟合参数。  与线性回归相比，可能存在要优化的函数的许多局部最小值 ，甚至全局最小值也可能产生偏差估计。  在实践中，结合优化算法使用参数的估计值来尝试找到平方和的全局最小值。 

## 回归统计
这个过程的基本假设是模型可以用线性函数近似，即一阶泰勒级数 ： 
{\displaystyle f(x_{i},{\boldsymbol {\beta }})\approx f(x_{i},0)+\sum _{j}J_{ij}\beta _{j}}
其中{\displaystyle J_{ij}={\frac {\partial f(x_{i},{\boldsymbol {\beta }})}{\partial \beta _{j}}}} ,由此得出最小二乘估计量由下式给出 .
{\displaystyle {\hat {\boldsymbol {\beta }}}\approx \mathbf {(J^{T}J)^{-1}J^{T}y} .}
计算非线性回归统计量并将其用作线性回归统计量，但在公式中使用J代替X.  线性近似将偏差引入统计中。  因此，在解释从非线性模型得到的统计数据时，需要比平常更多的谨慎。

## 普通和加权最小二乘法
最佳拟合曲线通常假定应该看起来平方的总和最小化残差 。  这是普通的最小二乘 （OLS）方法。  然而，在因变量不具有恒定方差的情况下，可以最小化加权平方残差的总和;看加权最小二乘法 。  理想情况下，每个权重应等于观察方差的倒数，但是在迭代加权最小二乘算法中，可以在每次迭代时重新计算权重。 

## 线性化

### 转型
通过模型公式的适当变换，可以将一些非线性回归问题移动到线性域。 
例如，考虑非线性回归问题 
{\displaystyle y=ae^{bx}U\,\!}
带有参数a和b以及乘法误差项U.如果我们采用双方的对数，那就变成了 
{\displaystyle \ln {(y)}=\ln {(a)}+bx+u,\,\!}
其中u = ln（ U ），建议通过x上的ln（ y ）的线性回归估计未知参数，该计算不需要迭代优化。  但是，使用非线性变换需要谨慎。  数据值的影响将发生变化，模型的误差结构和任何推论结果的解释也将发生变化。  这些可能不是期望的效果。  另一方面，取决于最大误差源是什么，非线性变换可以以高斯方式分布误差，因此必须通过建模考虑来选择执行非线性变换。 
对于米-门二氏动力学 ，线性双倒数图
{\displaystyle {\frac {1}{v}}={\frac {1}{V_{\max }}}+{\frac {K_{m}}{V_{\max }[S]}}}
1 / v对1 / [ S ]已被大量使用。  但是，由于它对数据错误非常敏感，并且强烈偏向于将数据拟合到自变量[ S ]的特定范围内，因此强烈建议不要使用它。 
对于属于指数族的误差分布，可以使用链接函数来变换广义线性模型框架下的参数。

### 分割

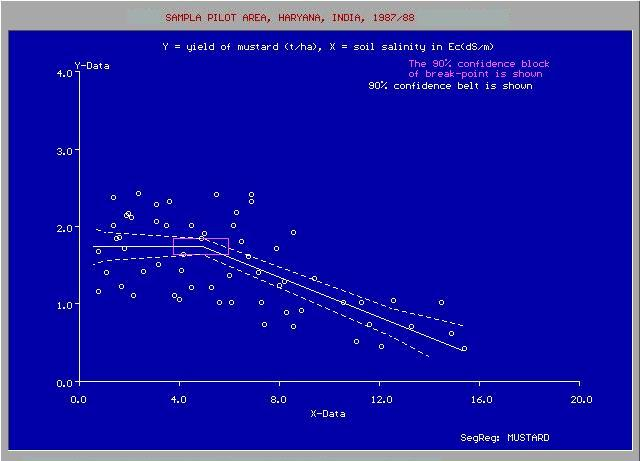
芥菜和土壤盐分的产量

独立或解释变量 （比如X）可以分成类或段，并且可以对每个段执行线性回归 。  具有置信度分析的分段回归可以产生依赖或响应变量 （假设Y）在各个段中表现不同的结果。 
该图显示土壤盐度 （X）最初对芥菜的作物产量 （Y）没有影响，直到临界 值或阈值（ 断点 ），之后产量受到负面影响。 

## 脚注
1. ↑  This model can also be expressed in the conventional biological notation:

{\displaystyle v={\frac {V_{\max }\ [{\mbox{S}}]}{K_{m}+[{\mbox{S}}]}}}

## 拓展阅读
- Bethea, R. M.; Duran, B. S.; Boullion, T. L. . New York: Marcel Dekker. 1985. ISBN 0-8247-7227-X.
- Meade, N.; Islam, T. . Journal of Forecasting. 1995, 14 (5): 413–430. doi:10.1002/for.3980140502.
- Schittkowski, K. . Boston: Kluwer. 2002. ISBN 1402010796.
- Seber, G. A. F.; Wild, C. J. . New York: John Wiley and Sons. 1989. ISBN 0471617601.